# Schalkholz
Schalkholz ist eine Gemeinde im Kreis Dithmarschen in Schleswig-Holstein. Außer dem Ort Schalkholz liegen Breitenberg, Dornhorst, Kreuzberg, Krim, Steinkrug und Vierth im Gemeindegebiet.

## Geografie
Schalkholz liegt in der Norderdithmarscher Geest. In den Gemeindegrenzen liegt eine bemerkenswerte Seitenmoränenlandschaft. Während die Saaleeiszeit sich bereits im Rückzug befand, machte sie einige Zeit einen erneuten Vorstoß, der in Schalkholz endete. Die Niederung der Eiszunge und die sie umgebenden Randmoränen sind noch gut in der Landschaft zu erkennen. In der Eem-Warmzeit befand sich an der Stelle entweder ein großer Süßwassersee oder ein Meeresarm.
Vom Wald, der ursprünglich dem Ort seinen Namen gab, findet sich noch ein kleiner, aber hochgewachsener Eichenbuschwald. Ursprünglich war die Gegend reich an Grabhügeln aus der Stein- und Bronzezeit, von denen sich heute aber nur noch verflachte Reste finden.

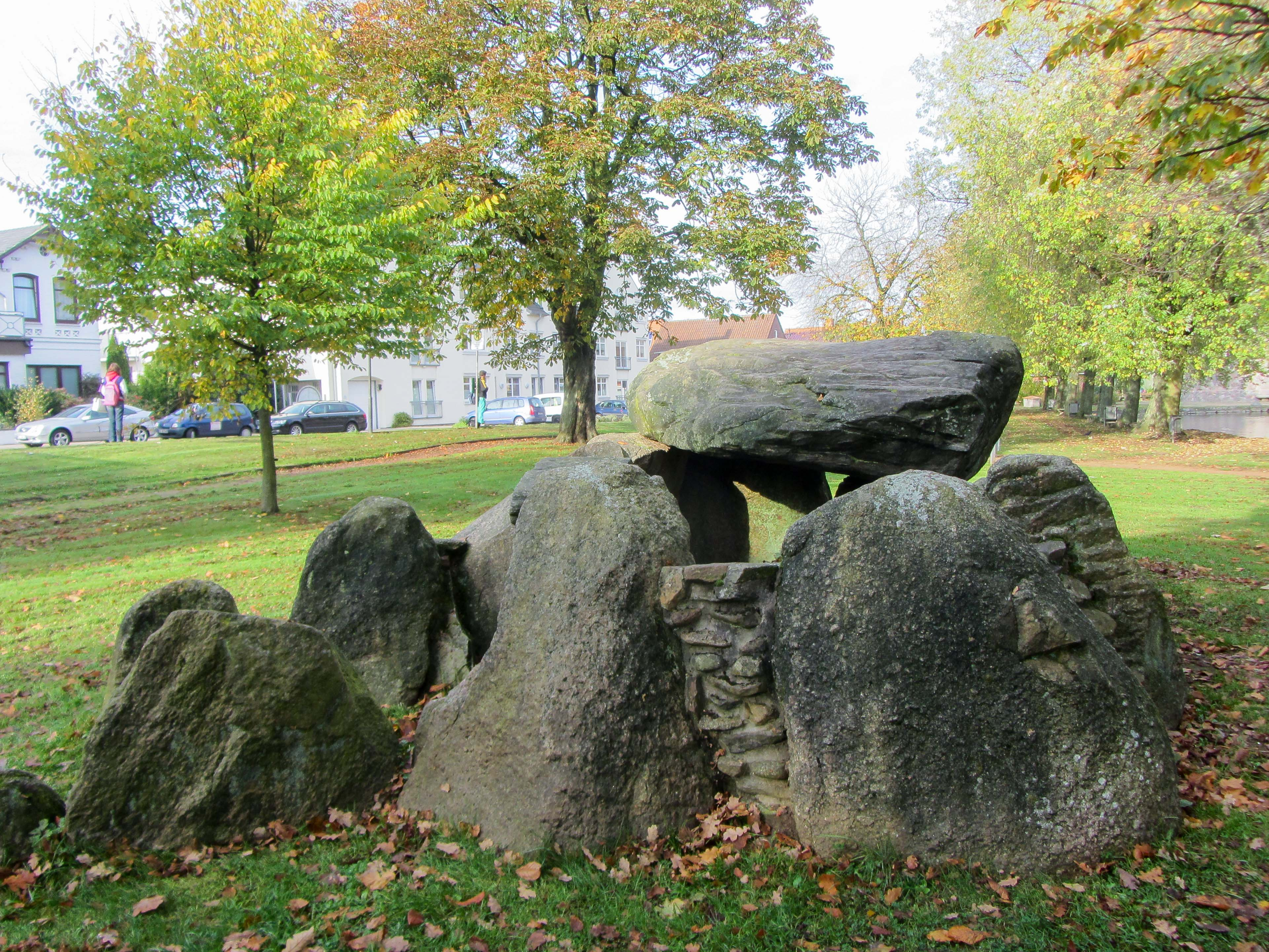
Ganggrab Schalkholz – Sprockhoff-Nr. 139

## Geschichte
Am 1. April 1934 wurde die Kirchspielslandgemeinde Tellingstedt aufgelöst. Alle ihre Dorfschaften, Dorfgemeinden und Bauerschaften wurden zu selbständigen Gemeinden/Landgemeinden, so auch Schalkholz.

## Politik

### Gemeindevertretung
Bei der Kommunalwahl am 14. Mai 2023 wurden insgesamt neun Sitze vergeben. Von diesen erhielt die Wählergemeinschaft Schalkholz fünf Sitze und die CDU vier Sitze.

## Persönlichkeiten
- Johann Hille (1890–1965), SS-Mitglied und KZ-Lagerleiter, wurde in Schalkholz geboren
- Helmut Wandmaker (1916–2007), Begründer der gleichnamigen Supermarktkette, wurde in Schalkholz geboren
- Hans Hartz (1943–2002), Sänger und Liedermacher, lebte eine Zeit lang  in der Gemeinde.